# Première Nation de Fort McMurray
La Première Nation de Fort McMurray (en anglais : Fort McMurray First Nation) est une bande indienne crie et tchipewyanne du Canada située à proximité de Fort McMurray, en Alberta. Elle est membre du Conseil tribal Athabasca et une nation signataire du Traité 8. Le Conseil tribal Athabasca représente cinq bandes du nord-est de l'Alberta. La Première Nation de Fort McMurray est gouvernée par un chef tribal et un conseiller et a été fondée en 1820.
La Première Nation de Fort McKay faisait au départ partie de la même bande, mais s'est séparée en 1942.

## Démographie
En septembre 2013, la population totale de la Première Nation de Fort McMurray est de 702 habitants avec 277 membres vivant en réserve et 425 vivant hors réserve.

## Réserves
Les réserves de la Première Nation de Fort McMurray, d'une superficie d'environ 31 km², comprennent :
- Clearwater 175 située sur la rivière Clearwater à 11 km au sud-est de Fort McMurray (population de 0 en 2011 selon le recensement officiel)[3];
- Gregoire Lake 176, située 35 km au sud-est de Fort McMurray, est la plusgrande et la plus peuplée des réserves (274 habitants en 2011)[3];
- Gregoire Lake 176A (0 habitant en 2011)[3];
- Gregoire Lake 176B.

Les réserves 176, 176A et 176B se trouve à proximité d'Anzac en bordure du lac Gregoire (en) à environ 50 km au sud-est de Fort McMurray.